# Miriam Guensberg
Miriam Guensberg (Losser, 1950) is een filosoof en schrijver.

## Biografie
Guensberg werd geboren en groeide op in Losser. Haar vader Abraham (Dolek) Guensberg (1908-1990) diende  als arts in het Poolse leger en kwam na de Tweede  Wereldoorlog stateloos in Twente terecht; hij trouwde met de op Sumatra geboren Millie Weyerman (1918-2009) die via haar moeder verwant was aan Gerrit Jacob Boekenoogen. Haar vader is een veelvuldige inspiratie voor Guensbergs boeken. Een deel van haar jeugd bracht Guensberg door in Hengelo waar zij de inspiratie opdeed voor haar eerste boek, Foto Jozef.
Guensberg studeerde aan de Bibliotheek en Documentatie Academie in Groningen waarna ze in Nijmegen filosofie en literatuurwetenschap studeerde. Uiteindelijk studeerde ze af aan de Universiteit van Amsterdam. Na haar afstuderen in de kunstfilosofie werd zij schrijver. Haar eerste boek Foto Jozef kwam uit in 1989. In eerste instantie zag zij het schrijverschap niet als beroep.
Guensberg is een tante van cinematograaf Hoyte van Hoytema en tevens een tante van acteur Tijn Docter.